# Tweetalige tekst
Een tweetalige tekst of bilingue is een inscriptie of document waarin dezelfde (of bijna dezelfde) inhoud weergegeven wordt in twee verschillende talen. Bij uitbreiding zijn er soms ook drie- of meertalige teksten.

## Historisch belang
Tweetalige teksten zijn vooral voor de studie van de oudheid van groot belang, vooral als de ene taal bekend is en de andere niet. In dat geval geeft een dergelijke tekst, mits deze lang genoeg is en de vertaling precies genoeg is, vaak de sleutel tot het beginnen ontcijferen van de onbekende taal. Als dit proces eenmaal op gang gebracht is kan men dan de studie van de tot dan toe onbekende taal uitbreiden naar eentalige documenten in die taal. Latere vondsten van nog meer tweetalig materiaal kunnen nog steeds van belang zijn omdat zij een controle op gemaakte veronderstellingen of een betere kijk op variaties van een taal mogelijk maken.

## Voorbeelden

### Egyptisch

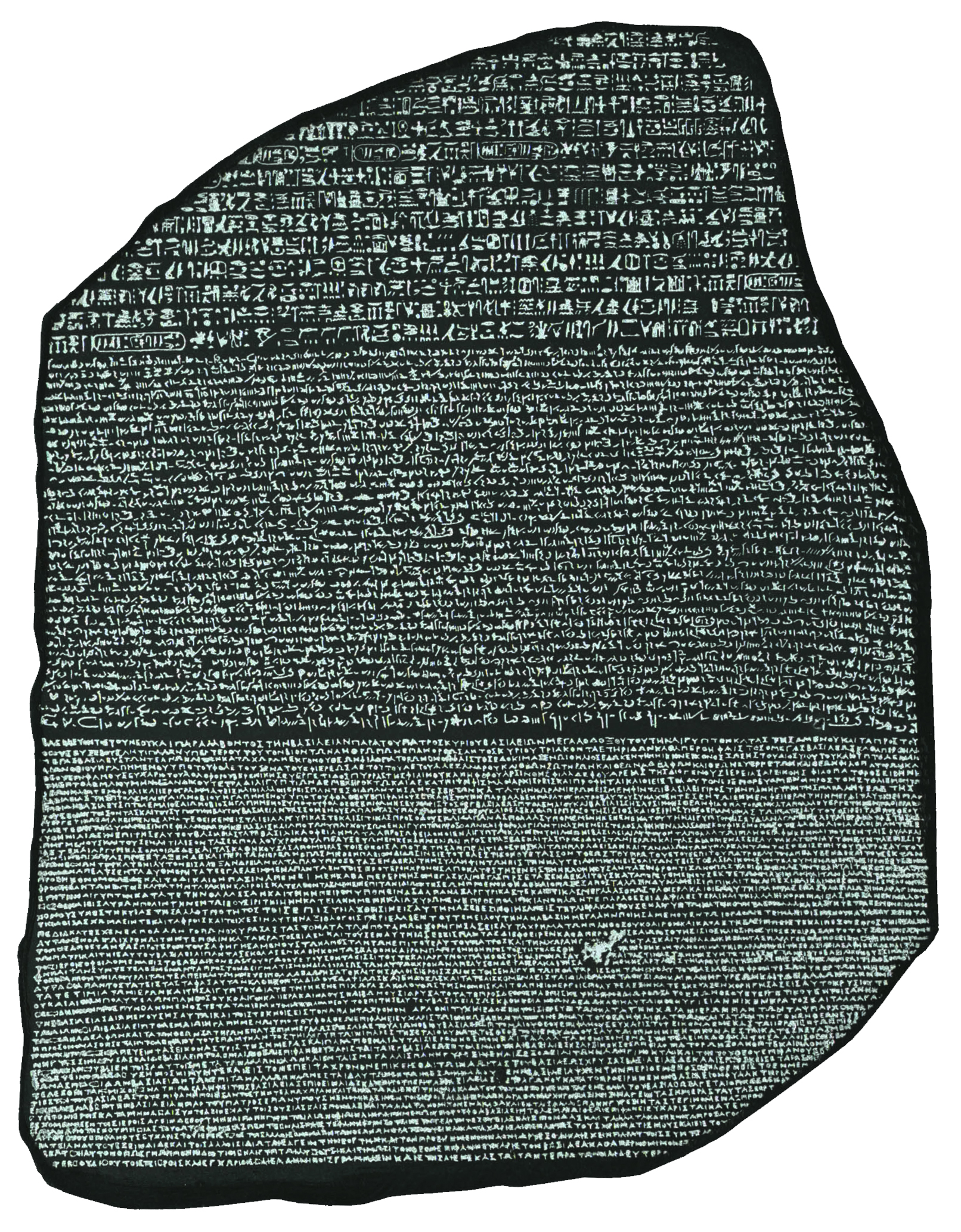
De Steen van Rosetta.

Een schoolvoorbeeld van een tweetalige tekst die een sleutelrol gespeeld heeft is de Steen van Rosetta, die voor een derde deel in het Grieks is, een bekende taal. De andere twee delen zijn in het Egyptisch en wel in twee verschillende schriften waarin deze taal geschreven werd. Dit is een ander aspect van dit soort documenten: zij kunnen ook de sleutel tot een bepaald schrift bevatten. Rosetta is dus tweetalig maar 'drieschriftig', hoewel deze term zelden gebruikt wordt.
De Rhind-papyri worden vaak ook "bilingue" genoemd maar zijn eigenlijk 'tweeschriftig' hiëratisch en demotisch.

### Luwisch
Voor de ontcijfering van de Anatolische hiërogliefen en de studie van het Luwisch waren vooral de inscripties van Karatepe van groot belang, die in de jaren 1940 bekend werden. Zij zijn enerzijds in het Luwisch, anderzijds in het Fenicisch, een taal die overigens ook niet zo goed bekend was -de Karatepeteksten zijn de langste tekst in deze taal waarover we beschikken-, maar wel een taal die vrij nauw verwant is aan andere Semitische talen en daardoor te begrijpen was. Met het ontcijferen van deze teksten versterkte men dus ook de kennis van het Fenicisch.
Later zijn nog meer tweetalige Luwisch-Fenicische teksten gevonden. In 1986 bij Ivris van de koning Warpalawas  en in 1998 in Çineköy van Warikas (Urikki) van Que, waarin hij de officiële status van het Fenicisch als tweede taal in zijn land bevestigt. Dit verklaart meteen waarom er tweetalige teksten aangebracht werden.
Al heel vroeg, in 1872, was er een korte tweetalige inscriptie bekend in spijkerschrift-Hettitisch en Luwisch, het zogenoemde Tarkondemos-zegel. Het verdween later enige tijd en werd  daarna weer in een collectie teruggevonden. Pas veel later kon het vertaald worden en bleek het te gaan om een koning van Mira, Tarkasnawa.

### Oud-Perzisch, Babylonisch, Elamitisch
De Behistuninscriptie is een voorbeeld van een drietalig document, en wel in drie talen die onbekend waren. Echter twee van de talen hadden verwanten; het Oud-Perzisch is een Indo-Iraanse taal die bovendien een nazaat heeft in het huidige Perzisch en het Babylonisch is een Semitische taal, waarvan het Hebreeuws, Aramees en Arabisch nog verwanten zijn. Het Elamitisch was en is een probleemgeval, omdat deze taal een isolaat is en dus maar met moeite en gedeeltelijk te begrijpen is. Ook hier geldt dat het rijk der Achemeniden er meerdere officiële talen op nahield.

### Sumerisch
Hoewel het Sumerisch al zo'n 4000 jaar niet meer gesproken wordt, is de taal vrij goed bekend omdat het nog tweeduizend jaar door sprekers van het Akkadisch (waarvan Babylonisch een dialect is) aangeleerd is. Er zijn dus vele tabellen met vertalingen en ander lesmateriaal gevonden, waardoor deze taal bereikbaar werd toen het Akkadisch begrijpelijker werd. Er zijn ook tweetalige inscripties bijvoorbeeld van Hammurabi en Samsu-Iluna.

### Aramees
In Tell Fakhariyah is een tweetalige inscriptie gevonden met vervloekingen uit de 9e eeuw v.Chr. De talen zijn Akkadisch en een vroege vorm van Aramees.

### Syrisch
Uit het jaar 781 is er een tweetalige tekst in Syrisch en Chinees in Si An Fu van Nestoriaanse herkomst. Uit die tijd zijn er ook een aantla tweetalige Bijbelteksten in Syrisch en Sogdisch.

### Oud-Turks
Uit de tijd van de Mongoolse overheersing zijn een aantal tweetalige documenten in het Oud-Turks en het Chinees.

### Fenicisch
Een tweetalige inscriptie Fenicisch - Grieks uit ongeveer 325 v.Chr. werd in 1982 ontdekt bij de afbraak van een oud huis op het eiland Cos

### Parthisch
In 1984 werd bij toeval het beeld van Verethragna, een beeld van Herakles, ontdekt in Seleucia aan de Tigris met een tweetalige Parthisch - Griekse inscriptie, die dateert van 150/151 na Chr. en die Vologases IV van Parthië vermeldt.

### Lycisch

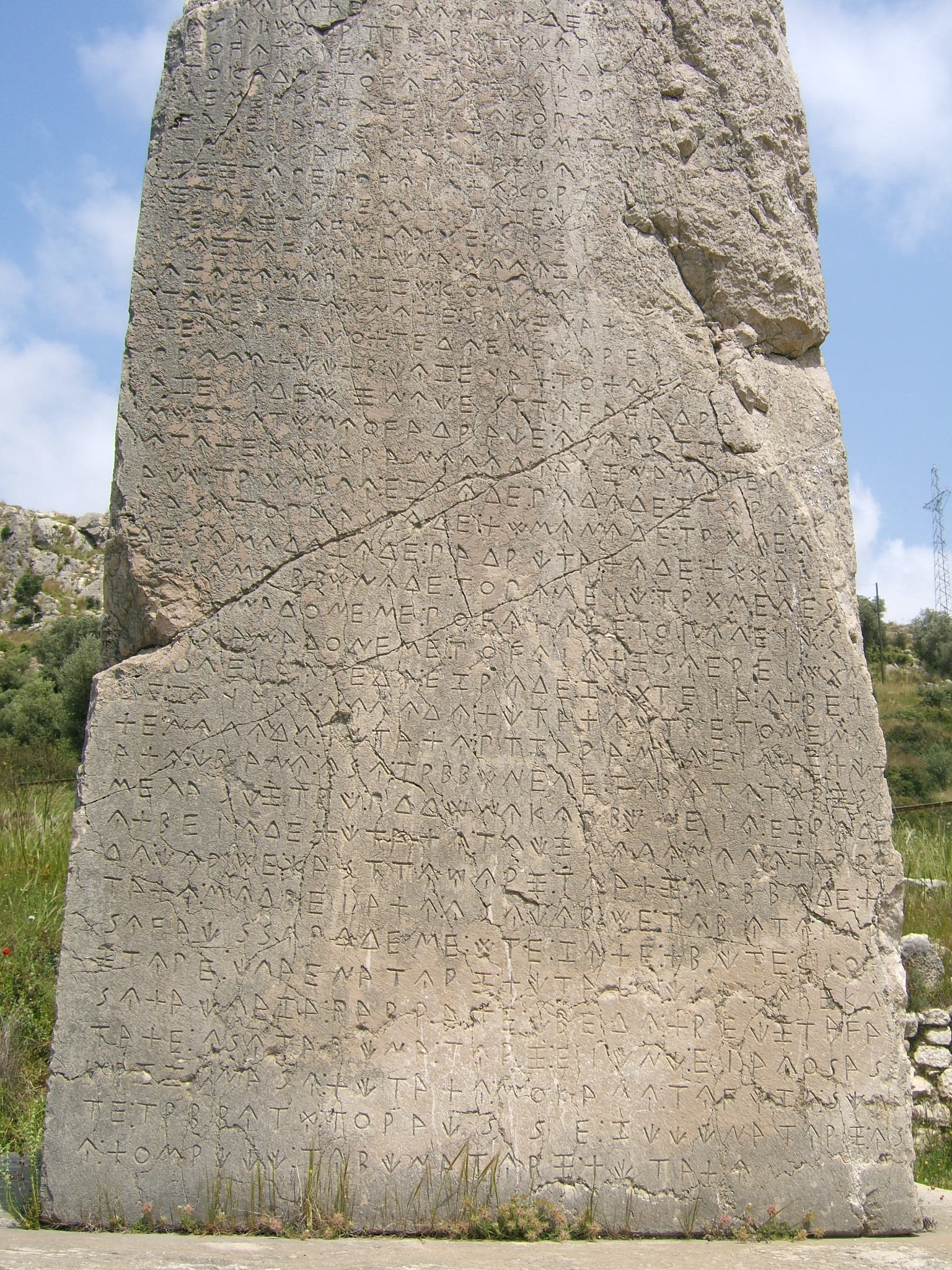
De obelisk van Xanthos

De obelisk van Xanthos is bekend om zijn inscripties in Grieks en twee variëteiten van het Lycisch De belangrijkste inscriptie voor het Lycisch is drietalig Lycisch-Grieks-Aramees en is in 1973 gevonden in het heiligdom van Leto, ook in Xanthus. Het noemt de Karische satraap Pixodarus (341-334 v.Chr.)

### Lydisch
Littmann ontdekte in in 1916 een tweetalige tekst Lydisch - Aramees in Sardis. Er zijn ook nog twee erg korte Lydisch-Griekse opschriften, die geheel uit eigennamen bestaan.

### Etruskisch
Van het Etruskisch zijn een aantal, helaas vrij korte, tweetalige teksten bekend. De Plaatjes van Pyrgi zijn tweetalig Etruskisch-Punisch en Punisch is een voortzetting van het Fenicisch. Helaas is Etruskisch niet verwant aan een taal die we goed kennen en onze kennis van de taal is dan ook vrij mager.

### Eteocypriotisch
In 1913 werd in de acropolis van Amathus op Cyprus een tweetalig Eteocypriotisch - Griekse inscriptie gevonden. Het Eteocypriotisch is geschreven in het syllabische schrift van het eiland en dit was bekend omdat Grieks er soms ook in geschreven werd. Het Eteocypriotisch zelf is nog steeds een mysterie.

### Karisch
Van het Karisch zijn een aantal korte Karisch-Egyptische teksten bekend uit Sais en Karisch-Griekse teksten van Kaunos.

### Numidisch / Libisch
Er zijn een aantal tweetalige Numidisch-Latijnse en Numidisch-Punische inscripties bekend en het Numidische schrift is deels ontcijferd, maar de taal niet of nauwelijks. Er zijn drie Numidisch-Punische inscripties. Twee daarvan zijn van Dougga en dateren van de tijd van de Numidische koningen. Een is van 139 v.Chr. onder koning Micipsa, de opvolger van Massinissa

### Punisch
Er zijn een aantal Punisch - Latijnse en Punisch - Griekse tweetalige teksten bekend. Veel Punisch - Latijnse komen van de begraafplaats van Bir ed-Dreder.

### Klassiek Maya
Het abecedarium van Diego de Landa staat bekend als de sleutel tot het Klassieke Maya. Dit is nu een dode taal, maar deze heeft wel dochtertalen die nog gesproken worden.